# ديفيد غريني
ديفيد غريني (بالإنجليزية: David Greene)‏ (26 أكتوبر 1973 بلوتن في المملكة المتحدة - ) هو لاعب كرة قدم أيرلندي في مركز الدفاع. شارك مع منتخب جمهورية أيرلندا تحت 21 سنة لكرة القدم. أما مع النوادي، فقد لعب مع كارديف سيتي وكامبريدج يونايتد وكولتشستر يونايتد ونادي برينتفورد ونادي لوتون تاون.

## وصلات خارجية
- ديفيد غريني على موقع قاعدة بيانات كرة القدم.إي يو (الإنجليزية)
- ديفيد غريني على موقع Soccerbase.com (لاعب) (الإنجليزية)